# پل سیزدهم
پل سیزدهم فیلمی به کارگردانی و نویسندگی فرهاد قریب محصول سال ۱۳۸۳ است.
این فیلم نخستین فیلم فرهاد قریب در ایران است، که با وجود تلاش‌های غلامرضا آزادی، تهیه‌کنندهٔ فیلم امکان نمایش عمومی در ایران را نیافت و سرانجام سی‌دی آن در زمستان سال ۱۳۸۷ وارد شبکه نمایش خانگی شد.

## درونمایه
این فیلم، با دغدغهٔ پرداختن به مسائل و مشکلات کودکان کار، ریشه‌های آنان و خطرات تهدیدکنندهٔ زندگی آن‌ها ساخته شده است.

## خلاصه داستان
نرگس (میترا کرمی) دختربچه‌ای بی‌سرپرست است که با گروهی از کودکان بی‌سرپرست دیگر توسط مردی به نام داور (علیرضا اوسیوند) از شهرستان به تهران آورده می‌شود تا در این شهر کار کند. دخان مردی است که با کودکان خیابانی بدرفتاری می‌کند و از آن‌ها استفاده‌ای سودجویانه دارد تا مواد مخدر مصرفی خود و دستیارش غلام (مجید صالحی) را فراهم کند. شبی نرگس از میان کودکان خیابانی می‌گریزد و از روی اتفاق وارد خانهٔ عتیقه‌فروشی به نام آقای دوخان (جمشید مشایخی) می‌شود که با دخترش پروین (شراره رخام) در خانه‌ای قدیمی زندگی می‌کند. پروین به نرگس علاقه‌مند می‌شود و تصمیم می‌گیرد تا حضانت او را برعهده بگیرد. دوخان با این تصمیم مخالف است. از طرف دیگری، داور، دستیارش و بچه‌های خیابانی را می‌گمارد تا نرگس را پیدا کنند. دادگاه با پذیرش فرزندخواندگی نرگس توسط دختر دخان (به این دلیل که شناسنامه ندارد) مخالفت می‌کند، اما دخان کم‌کم به نرگس علاقه‌مند می‌شود و تصمیم به پذیرفتن او می‌گیرد. داور به کمک غلام و بچه‌های خیابانی نرگس را می‌رباید و در تماس با دوخان به او می‌گوید که باید مبلغی را فراهم کنند و زیر پایه‌های پل سیزدهم بگذارند. دوخان تمام گنجینهٔ گرانبهایش را می‌فروشد تا مبلغ لازم را به دست بیاورد. در نهایت دوخان و دخترش مبلغ را زیر پل می‌گذارند، اما آن‌جا با جسد نرگس مواجه می‌شوند.

## فیلمنامه
فیلمنامهٔ این فیلم در سال ۱۳۸۴ و توسط انتشارات آوین منتشر شد.

## بازیگران
- جمشید مشایخی
- علیرضا اوسیوند
- مجید صالحی
- شراره رخام
- میترا کرمی
- فرهنگ ملک
- حسن زارع
- سپهر آزادی
- بیتا توکلی
- حامد نوروزی
- رضا صادقی
- سانیا شیرخدایی
- صفر بازداریان
- اسدالله منجزی
- امیرحسین اخوان
- آفشید ناصری